# Palm Beach (Aruba)
Palm Beach es el nombre que recibe un distrito turístico a unos 6 kilómetros al noroeste de Oranjestad , la capital de Aruba. Una variedad de hoteles de gran prestigio se encuentran aquí, como Hyatt Regency Aruba Resort & Casino, Aruba Marriott Resort, Occidental Grand Aruba y Radisson Aruba Resort, Casino & Spa, RIU palace Aruba, Playa Linda Beach Resort. Un distrito comercial adyacente a los hoteles se terminó en 2009.
Las propiedades de tiempo compartido y condominios de propiedad a tiempo completo han sido y están siendo construidos en la zona. Además de los grandes hoteles en la playa detrás de esto hay una diversidad de centros comerciales construidos en los últimos años.
Junto con la vecina Eagle Beach hacia el sur, la playa es colocada en el séptimo lugar en la elección de 2013 sobre las mejores playas del mundo de TripAdvisor Travelers.
El lugar está situado en una de las siete vías principales de Aruba, y la única carretera de cuatro carriles. Palm Beach se encuentra conectado a una línea de autobús de Arubus y cuatro veces al día se llega desde la estación de autobuses en Oranjestad. Palm Beach son principalmente villas.